# 古白蚁属
古白蚁属（学名：Archotermopsis）（英文：Rottenwood termites 腐木白蚁）是蜚蠊目、等翅下目、原白蚁科之下的一个属。该属和原白蚁科的其他成员一样，为等翅下目最原始的白蚁之一。古白蚁大约在3800万之前就已经出现了。

## 习性
该属物种主要分布在树林里，喜欢在腐烂或潮湿的木头里筑巢，因此对于人类用干木头建造的房子并不感兴趣。古白蚁吃烂木头和湿木头，它们的胃里有着特殊的细菌，这种细菌可以帮助它们消化木头里面的纤维组织。
由于该属其古老特性，因此该属物种除了吃木头之外还会吃肉，其兵蚁那独特且强力的上颚也表明了此点。

## 物种
该属包括三个物种和一个化石：
- 库氏古白蚁 Archotermopsis kuznetsovi Belyaeva 2004
- Archotermopsis tornquisti von Rosen 1913
- 罗夫顿古白蚁 Archotermopsis wroughtoni (Desneux 1904)[5]